# Gais 1984
Fotbollsklubben Gais spelade säsongen 1984 i division II södra efter att 1983 ha vunnit sin serie i division III och därefter besegrat Mönsterås GoIF i kvalspel för att ta steget upp i division II. Laget, förstärkt av den tunisiske mittfältsstjärnan Samir Bakaou, slutade på en tredje plats i serien.
I svenska cupen 1984/1985 åkte Gais ut i femte omgången.
Backen Niclas Sjöstedt blev Gais interna skyttekung med sina åtta mål, och tilldelades även Hedersmakrillen som lagets bästa spelare.

## Inför säsongen
Gais var fortfarande skuldtyngt, och i december 1983 lämnade BK Häcken till och med in en ansökan om att sätta Gais i konkurs på grund av en gammal skuld relaterad till Gothia Cup, ett samarbete mellan klubbarna som Gais hade lämnat i slutet av 1981. Gais hade även en rättstvist med IF Warta om vem som hade rätt att sälja vidare Bengt Andersson, som Warta hade hyrt av Gais under 1983 och som nu skulle gå till Norrby IF.
Framtiden såg ändå ljus ut för klubben. Man arbetade hårt med att betala av sina skulder, och det nyuppflyttade och unga A-laget gjorde mängder av mål i försäsongens träningsmatcher, trots att man förlorat flera tongivande spelare. Förutom Bengt Andersson, som lämnade laget efter ett bråk med tränare Bosse Falk, försvann även Lars-Inge Andersson till Norrby. Även Flemming Pehrson, Tomas Erixon, Mikael Berthagen, Morgan Lagemyr och Ulf Wiliö lämnade Gais, och i deras ställe värvades Ulf Ryberg, Ulf Camitz, Thomas Frykberg och Mikael Blomqvist. Man flyttade även upp flera juniorer från ungdomsproffssatsningen, som efter att ha gett en uppsjö av A-lagsspelare avslutades efter fyra år.

## Seriespel

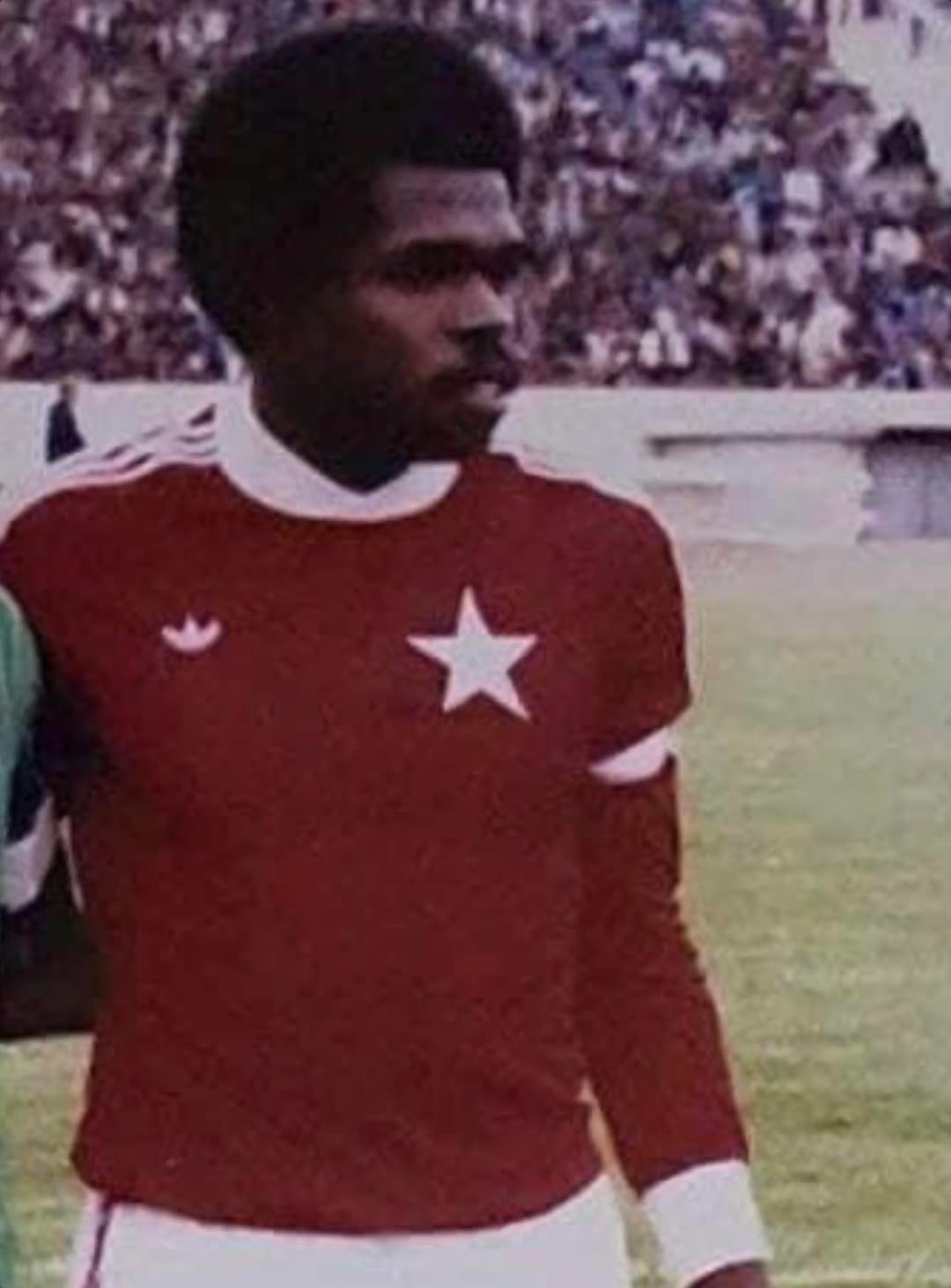
Samir Bakaou, här med ESS 1974.

Gais inledde serien med en knapp bortaförlust mot förhandsfavoriten Trelleborgs FF (1–2), och följde upp denna med att slå nyss nedflyttade Mjällby med hela 3–0 hemma. Därefter spelade man tre oavgjorda matcher i följd, och det blev tydligt att det Gais framför allt saknade var en spelfördelare. Gais lånade då in mittfältaren Samir Bakaou från tunisiska Étoile Sportive du Sahel, som tränare Falk hade haft ögonen på redan under sin tid i Kalmar. Bakaou debuterade för Gais i en avslagen 1–1-match mot Landskrona Bois på Ullevi, efter att bara ha tränat två pass med sitt nya lag, men det stod genast klart att han var en duktig fotbollsspelare. I matchen därpå, mot Norrby IF borta på Ryavallen, gjorde han en stormatch, och gjorde ett mål och en målgivande passning i en match som slutade 3–1 till Gais.
Trots den nya stjärnan var Gais ojämnt under våren, och när serien vände låg man sjua på 13 poäng, med fyra poäng upp till Mjällby på kvalplatsen men bara två poäng ner till Landskrona på nedflyttningsplats. Under höstsäsongen lossnade det dock för laget, som lyckades vinna även när man inte spelade bra, och Ulf Köhl kom igen efter att ha varit skadad under stora delar av 1983. Han missade ett otal målchanser men var ändå ofta, tillsammans med Mikael Robertsson, bäst på plan, och i den 22:a omgången gjorde han äntligen sitt första mål i en 1–0-seger borta mot Mjällby. Gais förlorade endast två matcher under hösten, och hade fortfarande chans på kvalplats med två omgångar kvar. Till sist slutade man på en fin tredjeplats, bara två poäng efter Mjällby som tog kvalplatsen.
Gais hade visat sig vara lite för svaga framåt för att på allvar blanda sig i toppstriden, och mittbacken och straffskytten Niclas Sjöstedt blev symtomatiskt nog lagets interna skyttekung. Försvaret höll dock hög klass, med Sjöstedt ihop med Mikael Johansson som mittlås, flankerade av Lallo Fernandez och Mikael Blomqvist. Även på mittfältet hade man det väl förspänt, så det var i anfallet Gais skulle behöva förstärka till säsongen 1985.

### Tabell
| Nr | Lag                | S  | V  | O  | F  | GM | IM | MS  | P  |
| -- | ------------------ | -- | -- | -- | -- | -- | -- | --- | -- |
| 1  | Trelleborgs FF     | 26 | 20 | 1  | 5  | 61 | 26 | +35 | 41 |
| 2  | Mjällby AIF (N)    | 26 | 14 | 5  | 7  | 55 | 33 | +22 | 33 |
| 3  | Gais (U)           | 26 | 11 | 9  | 6  | 41 | 29 | +12 | 31 |
| 4  | Helsingborgs IF    | 26 | 13 | 4  | 9  | 49 | 36 | +13 | 30 |
| 5  | BK Häcken (N)      | 26 | 10 | 9  | 7  | 44 | 38 | +6  | 29 |
| 6  | Kalmar AIK         | 26 | 8  | 10 | 8  | 38 | 35 | +3  | 26 |
| 7  | Norrby IF (U)      | 26 | 9  | 7  | 10 | 47 | 37 | +10 | 25 |
| 8  | Västra Frölunda IF | 26 | 9  | 7  | 10 | 29 | 31 | −2  | 25 |
| 9  | IFK Malmö          | 26 | 11 | 3  | 12 | 39 | 42 | −3  | 25 |
| 10 | IS Halmia          | 26 | 9  | 6  | 11 | 37 | 37 | 0   | 24 |
| 11 | Myresjö IF         | 26 | 9  | 6  | 11 | 35 | 50 | −15 | 24 |
| 12 | Landskrona BoIS    | 26 | 6  | 8  | 12 | 32 | 38 | −6  | 20 |
| 13 | Lunds BK (U)       | 26 | 7  | 6  | 13 | 40 | 57 | −17 | 20 |
| 14 | Grimsås IF         | 26 | 3  | 5  | 18 | 27 | 85 | −58 | 11 |

### Seriematcher
| Lag                | Hemma | Borta |
| ------------------ | ----- | ----- |
| Trelleborgs FF     | 1–3   | 1–2   |
| Mjällby AIF        | 3–0   | 1–0   |
| Helsingborgs IF    | 1–0   | 0–0   |
| BK Häcken          | 0–0   | 2–2   |
| Kalmar AIK         | 1–1   | 2–2   |
| Norrby IF          | 0–1   | 3–1   |
| Västra Frölunda IF | 1–1   | 2–1   |
| IFK Malmö          | 1–0   | 1–1   |
| IS Halmia          | 3–0   | 4–2   |
| Myresjö IF         | 3–0   | 0–2   |
| Landskrona BoIS    | 1–1   | 1–0   |
| Lunds BK           | 0–2   | 2–2   |
| Grimsås IF         | 5–2   | 2–3   |

### Spelarstatistik
| Spelare              | Matcher | Mål |
| -------------------- | ------- | --- |
| Niclas Sjöstedt      | 26      | 8   |
| Mikael Johansson     | 26      | 4   |
| Lars Mörk            | 26      | 3   |
| Ulf Köhl             | 26      | 2   |
| Lallo Fernandez      | 26      |     |
| Håkan Lindman        | 24      | 7   |
| Ulf Ryberg           | 24      | 2   |
| Mikael Blomqvist     | 23      | 1   |
| Sören Järelöv (mv)   | 22      |     |
| Samir Bakaou         | 20      | 4   |
| Thomas Frykberg      | 20      | 4   |
| Mikael Robertsson    | 20      | 4   |
| Robert Zachrisson    | 14      | 1   |
| Ulf Camitz           | 13      |     |
| Kenth Johansson      | 9       |     |
| Patrik Gustafsson    | 6       | 1   |
| Bengt Andersson (mv) | 4       |     |
| Dennis Salenborn     | 1       |     |
| Christer Sjödin      | 1       |     |

## Svenska cupen
Gais gick in i svenska cupen i tredje omgången, där man slog Karlstads BK på bortaplan med 4–0. Därefter slog man ut allsvenska IF Elfsborg efter straffar, sedan Samir Bakaou hade kvitterat till 2–2 på frispark i förlängningen och sedan avgjorde straffläggningen med en retfullt lös straff i fel hörn. I femte omgången tog det sedan stopp mot Djurgårdens IF, som på hemmaplan vann med 3–2.

### Matcher
| 3 | 24 juni 1984 | Karlstads BK | 0 – 4 | Gais                             |                      |                      |
|   |              |              |       | Samir Bakaou Ulf Köhl Ulf Ryberg | Karlstad Publik: 477 | Karlstad Publik: 477 |
|   |              |              |       |                                  | Karlstad Publik: 477 | Karlstad Publik: 477 |
|   |              |              |       |                                  | Karlstad Publik: 477 | Karlstad Publik: 477 |

| 4                                                                                | 29 juli 1984               | Gais                                             | 2 – 2 (7 – 5 e. str.) | IF Elfsborg                     | Ullevi                 |                        |
|                                                                                  |                            | Mikael Robertsson Samir Bakaou                   | (1 – 0)               | Roger Bergström Thomas Ahlström | Göteborg Publik: 1 912 | Göteborg Publik: 1 912 |
|                                                                                  |                            |                                                  |                       |                                 | Göteborg Publik: 1 912 | Göteborg Publik: 1 912 |
| Samir Bakaou Mikael Robertsson Niclas Sjöstedt Mikael Blomqvist Mikael Johansson | Straffsparksläggning 5 – 3 | Thomas Engström Roger Bergström Mikael Zeybrandt |                       |                                 | Göteborg Publik: 1 912 | Göteborg Publik: 1 912 |

| 5 | 8 augusti 1984 | Djurgårdens IF                                     | 3 – 2      | Gais                          | Stockholms stadion    |                       |
|   |                | Ulf Lundberg 17′ Lars Sandberg 24′ Stefan Rehn 64′ | (2 – 0) DN | Håkan Lindman Niclas Sjöstedt | Stockholm Publik: 404 | Stockholm Publik: 404 |
|   |                |                                                    |            |                               | Stockholm Publik: 404 | Stockholm Publik: 404 |
|   |                |                                                    |            |                               | Stockholm Publik: 404 | Stockholm Publik: 404 |